# Аллажар
«Аллажар» (каз. Аллажар) — казахстанский художественный фильм о декабрьских событиях в Алма-Ате 1986 года. Бюджет составил 150 тысяч долларов. Снимался восемь лет с 1988 по 1996 год. Фильм подвергся преследованию и цензуре со стороны власти Казахстана .

## Сюжет
Фильм повествует об участнике первых в СССР массовых патриотических выступлений по имени Азат, который был заключён в тюрьму, прошёл через издевательства следователей и надсмотрщиков. Прототип Азата — Кайрат Рыскулбеков.

## В ролях
- Ахан Сатаев — студент Азат, прототип — Кайрат Рыскулбеков
- Жазира Кожабергенова
- Назира Бакаева
- Марина Кунарова
- Алексей Шемес
- Айдос Бекмиров
- Андрей Скоров
- Юрий Капустин